# Navarträskliden
Navarträskliden är ett naturreservat i Lycksele kommun i Västerbottens län.
Området är naturskyddat sedan 2017 och är 290 hektar stort. Reservatet ligger på berget Navarträsklidens nordsluttning och består av gammal granskog och små myrar